# Alopecosa linzhan
Alopecosa linzhan is een spinnensoort in de taxonomische indeling van de wolfspinnen (Lycosidae).
Het dier behoort tot het geslacht Alopecosa. De wetenschappelijke naam van de soort werd voor het eerst geldig gepubliceerd in 2003 door Jun Chen & Da-xiang Song.